# 9. huzarski polk (Avstro-Ogrska)
Za druge 9. polke glejte 9. polk.
9. huzarski polk (izvirno nemško Husaren Regiment »Nádasdy« Nr. 9; dobesedno slovensko: Huzarski polk »Grof Nádasdy« št. 9) je bil konjeniški polk k.u.k. Heera.

## Zgodovina
Polk je bil ustanovljen leta 1688. 

### Prva svetovna vojna
Polkovna narodnostna sestava leta 1914 je bila sledeča: 81% Madžarov in 19% drugih.
Polkovne enote so bile garnizirane v Mitrovici (štab in II. divizion) in v Rumi (I. divizion).

## Poveljniki polka
- 1859: Wilhelm Baselli von Süssenberg[5]
- 1865: Nicolaus Pejacsevich von Veröcze[6]
- 1879: Alexander Czveits de Potissje[7]
- 1908: Heinrich von Henriquez[8]
- 1914: Alexander Haas[9]